# Historia Woli

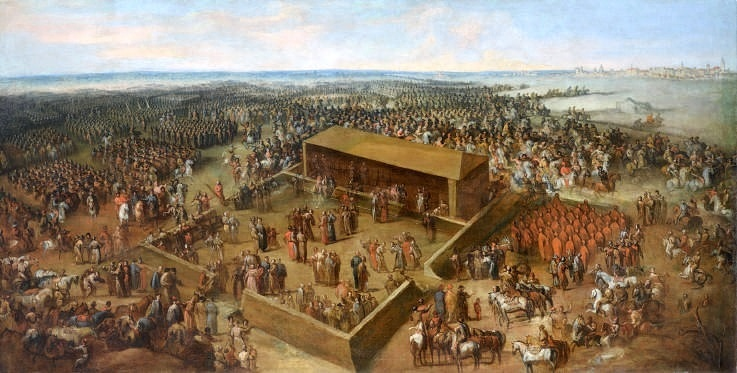
Elekcja na Woli w 1697

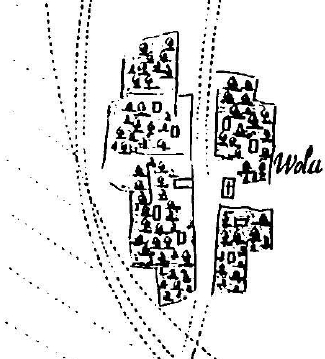
Wieś Wola w 1705, pośrodku Kościół św. Wawrzyńca i trakt do Błonia, dzisiejsza ul. Wolska

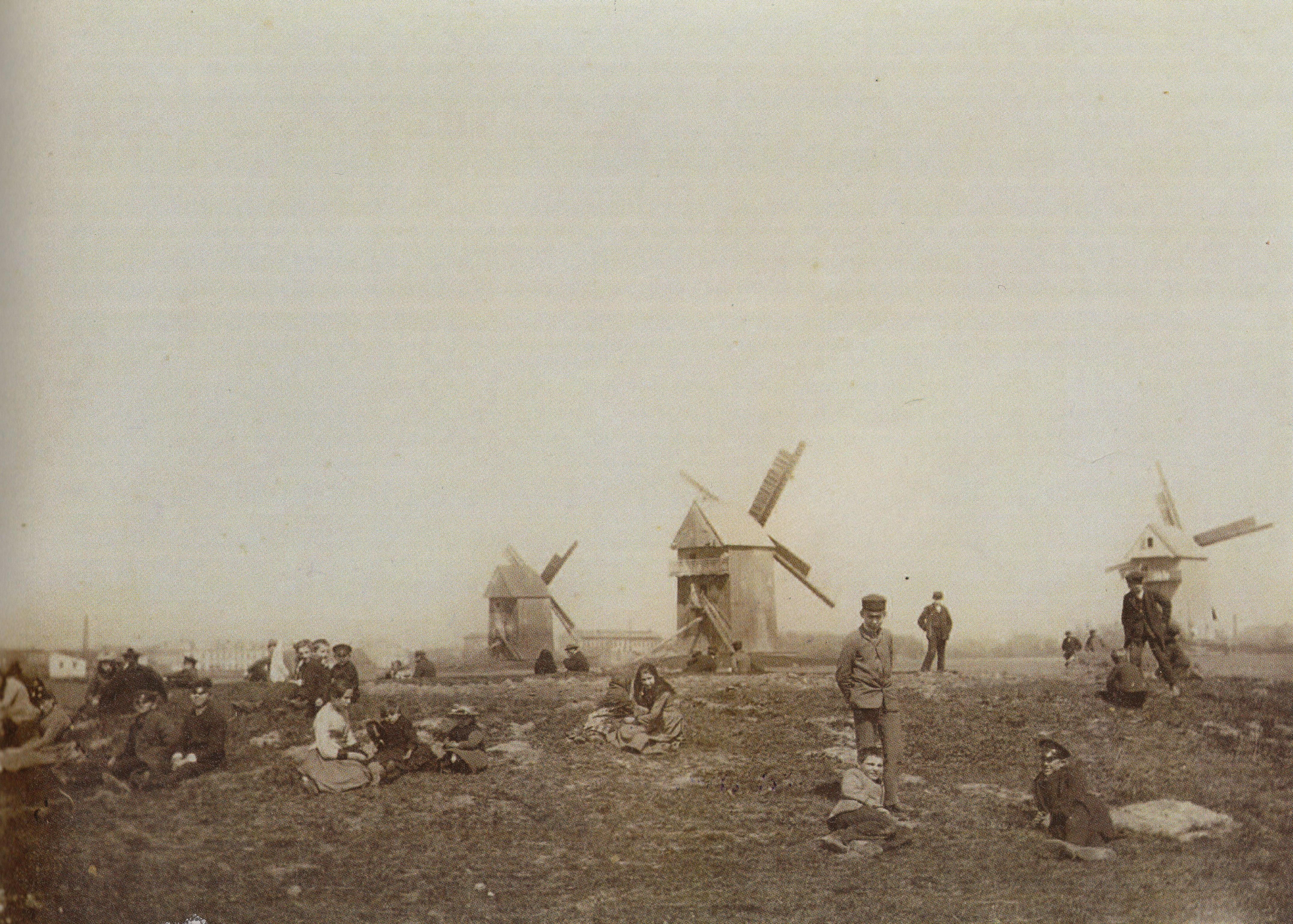
Wiatraki na Woli, ok. 1895

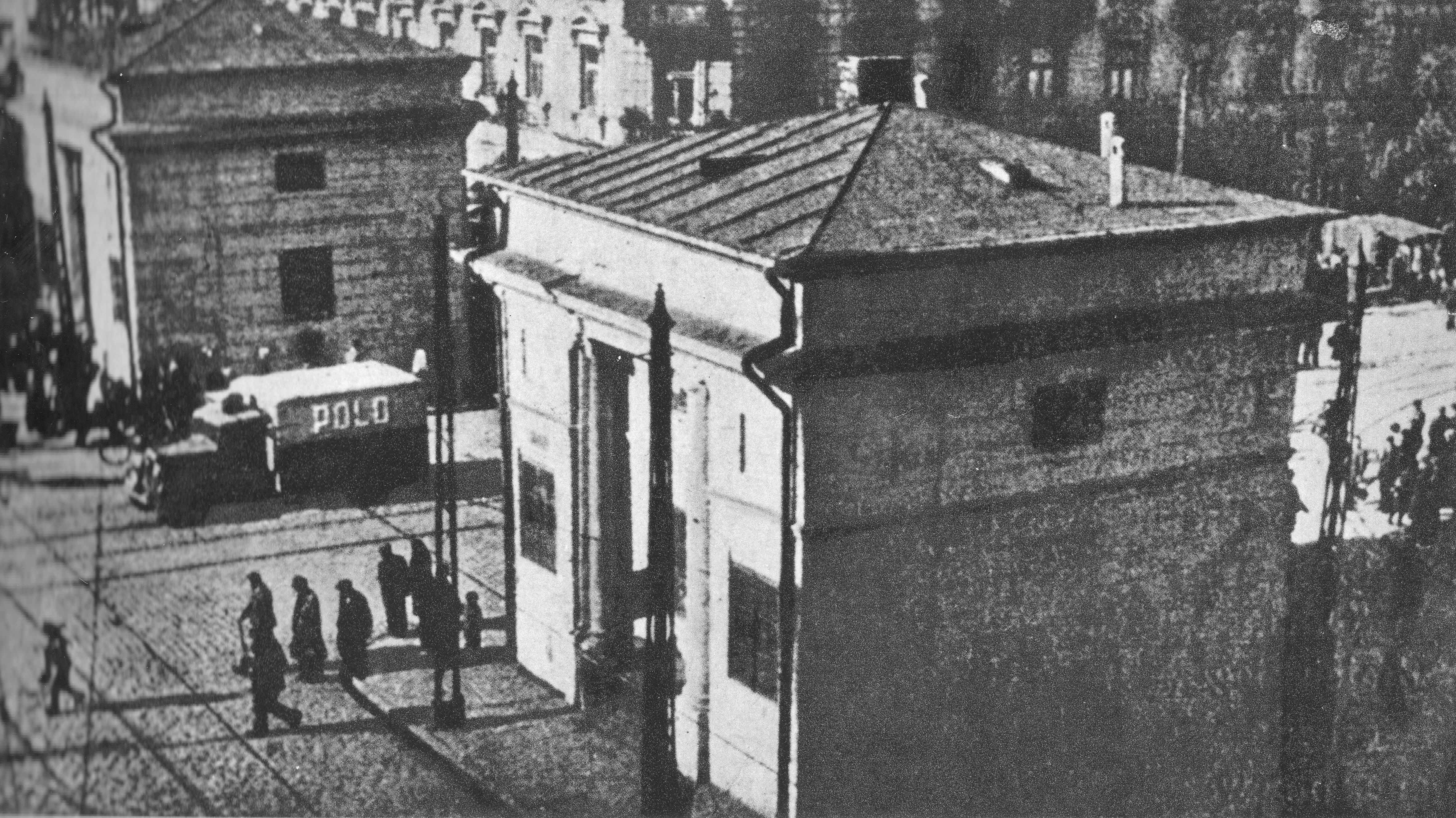
Nieistniejące rogatki Wolskie

Historia Woli, obecnie dzielnicy Wola w Warszawie, rozpoczyna się w roku 1386.

## Kalendarium

### Średniowiecze i I Rzeczpospolita
- 1367 pierwsza wzmianka o wsi Wielka Wola, własności książąt mazowieckich
- XIV-XVI w. wieś początkowo książęca przechodzi w ręce królewskie, łącznie z Ochotą i Czystem, wschodnia granica wzdłuż dzisiejszych ul. Okopowej i Towarowej wytyczona przez rzeczkę Drnę (i jest to granica miasta do połowy XIX w.)
- 1575:
  - wzmianka o osadzie Wola przy trakcie do Sochaczewa (nazwa pochodzi od zwolnienia wsi od danin na rzecz księcia), wymieniane są drewniana świątynia w rejonie obecnego skrzyżowania ul. Redutowej i Wolskiej oraz liczne zabudowania
  - elekcja na Woli – na polach między wsią Wielka Wola a Starym Miastem odbyła się elekcja króla polskiego, na którego wybrano księcia siedmiogrodzkiego Stefana Batorego, elekcje odbywają się tu aż do 1794 (wybrano tu 10 królów Polski, a nazwa osiedla Koło wywodzi się od Koła Rycerskiego – czyli miejsca gdzie stawało zgromadzenie posłów ziemskich)
- 1580 wieś królewska Wielka Wola w 1580 znajdowała się w powiecie warszawskim ziemi warszawskiej województwa mazowieckiego[1]
- 1656 spalenie wsi i drewnianego kościoła w czasie walk z wojskami szwedzkimi
- XVI-XVIII w. odbudowa wsi, kolejne elekcje, wieś przechodzi w ręce prywatne, podział wsi na drobniejsze majątki, powstają jurydyki Leszno (założona przez Adama Ponińskiego, później własność Karola Schultza – stąd ulica Karolkowa), Grzybów, Nowolipie i Wielopole
- 31 lipca 1705 bitwa pod Warszawą w rejonie wsi Wola
- 1764 wzniesienie pałacu otoczonego parkiem na Woli przez królewskiego ministra Henryka Brühla, zburzony w toku późniejszych działań wojennych
- 1770 wzniesienie na granicy miasta tzw. Okopów Lubomirskiego o charakterze sanitarnym (stąd ulica Okopowa)
- 1794 zniszczenie Woli w czasie Insurekcji kościuszkowskiej w trakcie walk z wojskami pruskimi, punktem oporu są szańce wokół kościoła pw. Św. Wawrzyńca

### XIX wiek i pocz. XX wieku
- przełom XVIII i XIX w. założenie cmentarzy na Woli, powstają cmentarze: katolicki, luterański, kalwiński, żydowski, prawosławny, muzułmański oraz karaimski (po 1890)
- 1818 wzniesienie rogatek Wolskich według projektu Jakuba Kubickiego przy zbiegu ulic: Wolskiej, Chłodnej, Towarowej i Okopowej (budynki zostały rozebrane w 1942)[2]
- 6 września 1831 bohaterska obrona Reduty Wolskiej pod dowództwem gen. Józefa Sowińskiego, zakończona zdobyciem reduty przez wojska rosyjskie
- połowa XIX w. przesunięcie granicy Warszawy do ul. Skierniewickiej i włączenie dalszej części Woli do Warszawy
- 2 poł. XIX/pocz. XX w. rozwój przemysłu na Woli w związku z budową kolei Warszawsko-Wiedeńskiej oraz napływ ludności chłopskiej (po zniesieniu pańszczyzny), powstają ogrody na Ulrychowie, elewatory zbożowe (Młynów), garbarnie, browary (m.in. Haberbusch i Schiele), przędzalnie, gazownia na Woli (1888), elektrownie tramwajowe na Przyokopowej (1908) i miejska na Prądzyńskiego (1911), zakłady przemysłowe: Lilpop, Rau i Loewenstein, Norblin, Bracia Buch i T. Werner (1820), Gerlach, Temler i Szwede, zakłady papiernicze Franaszka i inne, rośnie liczba mieszkańców z 9 000 w 1890 roku do 40 000 w 1915 roku
- 28 stycznia 1905 strajki na Woli jako protest przeciwko „krwawej niedzieli” w Rosji, w wyniku stłumienia buntu około 400 ludzi rannych i zabitych, Wola zyskuje miano Czerwonej Woli, a policja carska zatrzymuje w tajnej drukarni Marcina Kasprzaka w kwietniu 1904 (stracony na Cytadeli w 1905)
- 8 kwietnia 1916 włączenie całej Woli do Warszawy na mocy rozporządzenia generała-gubernatora Hansa von Beselera

### Okres międzywojenny i II wojna światowa
- poprawa warunków bytowych ludności (w związku z likwidacją carskich fortów ograniczających rozwój miasta) – powstają osiedla fundacji im. Wawelbergów przy ul. Ludwiki i Towarzystwa Osiedli Robotniczych (TOR na Kole), nowoczesne osiedla BGK, Boernerowo, miasto-ogród Jelonki
- rozbudowa sieci tramwajów elektrycznych
- założenie publicznego parku Sowińskiego
- dalszy rozwój przemysłu: Fabryka radioodbiorników Philipsa (od 1951 Zakłady Radiowe im. Marcina Kasprzaka)
- 9 września 1939 obrona Reduty Wolskiej przez żołnierzy Zdzisława Pacak-Kuźmirskiego
- 2 października 1940 powstaje getto warszawskie (dzielnica żydowska zostaje zamknięta 16 listopada 1940), zlikwidowane w maju 1943, wydzielone murem od reszty dzielnicy i Warszawy
- 5 sierpnia do 7 sierpnia 1944 rzeź Woli w czasie powstania warszawskiego, w której ginie około 60 000 mieszkańców

### Okres powojenny
- po 1945 – rozbudowa przemysłu (powstaje tzw. Zachodnia Dzielnica Przemysłowa: Zakłady im. Marcina Kasprzaka, im. Róży Luksemburg, im. Ludwika Waryńskiego, Zakłady Farmaceutyczne Polfa, Zakłady Budowy Maszyn Lampowych i inne) i osiedli mieszkaniowych, ekspansja miasta w stronę Woli, z gruzów miasta powstaje góra w Parku Moczydło, przebudowa i zmiana układu głównych ulic (np. Kasprzaka, Prądzyńskiego, Krochmalna, Leszno, itd.)
- 1951 włączenie do Warszawy terenów dzisiejszego Bemowa w składzie dzielnicy Wola
- 1992 wydzielenie Bemowa z dzielnicy Wola